# Zeča
Zeča (także Zečevo) – bezludna wyspa w Chorwacji, na Morzu Adriatyckim, część archipelagu Kvarneru.
Leży u wybrzeży wyspy Cres (pomiędzy nimi leży wysepka Visoki). Zajmuje powierzchnię 2,55 km². Jej wymiary to 3,38 × 1 km. Jest zbudowana z wapienia. W większości jest pozbawiona roślinności. Długość linii brzegowej wynosi 9,6 km. Wyróżnia się na niej zatoki Lušeška dražica, Slanci i Ustrina portić. Maksymalna wysokość to 67 m n.p.m. Na wyspie znajdują się klify Mišar, Pregaznik i Seka. Na zachodnim wybrzeżu Zečy funkcjonuje latarnia morska.